# Макеєво (Курська область)
Макеєво (рос. Макеево) — село в Рильському районі Курської області Російської Федерації.
Населення становить 248 осіб. Входить до складу муніципального утворення Никольниковська сільрада.

## Історія
Населений пункт розташований на території українського етнічного та культурного краю Східна Слобожанщина.
Від 2004 року входить до складу муніципального утворення Никольниковська сільрада.

## Населення
| 2002 | 2010 |
| ---- | ---- |
| 332  | ↘248 |